# Залив Зеа
Залив Зеа, познат као и Пасалимани (грч. Πασαλιμάνι) је велики залив смештен на источној обали луке Пиреј. Ту су одржавана такмичења у пливању на Летњим Олимпијским играма 1896..